# Marie-Blanche Vergne
Marie-Blanche Vergne (Colombes, 22 de septiembre de 1934–París, 28 de julio de 1989) fue una cantante y actriz de cine, teatro y televisión francesa.

## Biografía
Nacida en Colombes, Francia, estuvo casada con el director Jean-Christophe Averty. Fue conocida por ser una de las presentadoras del programa televisivo L'Europe en chantant junto a Jacqueline Monsigny.
Vergne actuó en dos secuencias del film Je t'aime, je t'aime, de Alain Resnais, siendo una de ellas cortadas en el montaje por problemas de iluminación.
En 1963 grabó con Jacqueline Monsigny un disco de 45 RPM con cuatro canciones con el pianista Hubert Degex y su orquesta: Deux amies de la T.V. chantent pour vous.
Marie-Blanche Vergne falleció en París, Francia en 1989, a causa de un cáncer.

## Teatro
- 1954 : L'Homme qui était venu pour diner, de George Kaufman y Moss Hart, escenografía de Fernand Ledoux, Théâtre Antoine
- 1955 : Poppy, de Georges Sonnier, escenografía de Pierre Valde, Théâtre Verlaine
- 1957 : Hibernatus, de Jean Bernard-Luc, escenografía de Georges Vitaly, Théâtre de l'Athénée

### Filmografía

#### Cine
- 1956 : Rencontre à Paris, de Georges Lampin
- 1956 : Le Long des trottoirs, de Léonide Moguy
- 1956 : Les aventures de Till L'Espiègle, de Gérard Philipe y Joris Ivens
- 1957 : Printemps à Paris, de Jean-Claude Roy
- 1957 : L'amour descend du ciel, de Maurice Cam
- 1958 : Maxime, de Henri Verneuil
- 1959 : J'irai cracher sur vos tombes, de Michel Gast
- 1960 : Bourdelle, sculpteur monumental, de Albert Navarra
- 1968 : Je t'aime, je t'aime, de Alain Resnais
- 1969 : Plus jamais seuls, de Jean Delire
- 1973 : Pouvoir choisir, de Claude Cobast
- 1975 : Le Vieux Fusil, de Robert Enrico

#### Televisión
- 1958 : Un Don Juan, de Claude Dagues
- 1959 : Les Trois Mousquetaires, de Claude Barma
- 1960 : Liberty Bar, de Jean-Marie Coldefy
- 1962 : L'inspecteur Leclerc enquête, episodio Ma femme est folle, de Claude Barma
- 1962 : La Lettre dans un taxi, de François Chatel
- 1963 : L'Europe en chantant, de François Chatel
- 1965 : La Dame d'outre nulle part, de Jean-Jacques Lagrange
- 1965 : Sourires de l'Occident (programa musical)
- 1970 : Mauregard, de Claude de Givray, episodios 1925: Le temps des plaisirs y 1940: Le temps des colères
- 1971 : L'Heure éblouissante, de Jeannette Hubert
- 1974 : Le Commissaire est bon enfant, de Jean Bertho
- 1982 : L'Académie des 9 (concurso), de Georges Barrier
- 1984 : La Jeune femme en vert, de Lazare Iglesis
- 1985 : Série noire : Meurtres pour mémoire, de Laurent Heynemann
- 1985 : Néo Polar : L'amour en gâchette, de Pierre Desagneau

## Discografía

### 45 RPM
- 1963 : Marie-Blanche Vergne y Jacqueline Monsigny – Deux Amies de la TV Chantent Pour Vous : Il est parti (Yvan Audouard - Jean-Claude Darnal), Le pain de Tortosa (Yvan Audouard - Charles Dumont), La conversation y On cuit, on cuit (François Chatel - Hubert Degex), con Hubert Degex y su Orquesta, Philips (432.930)
- 1967 : J’ai l’amour à fleur de peau (Jean-Max Rivière - Gérard Bourgeois), La rose (Pierre Louki - Francis Lai), Les filles comme ça (Anne Segalen - Florence Véran), Au risque de te déplaire (Jean-Christophe Averty - Serge Gainsbourg), orquesta de Bernard Gérard, Columbia (ESRF 1855)
- 1969 : Nous vieillirons ensemble (Anne-Marie Trochet), Le temps de l’enterrement (Armand Canfora - Joss Baselli - Y. Desurmont), orquestas dirigidas por Jean-Claude Pelletier y François Rauber,  Columbia (600 029)
- 1970 : La veuve du hibou (con el grupo Red Noise) y Ophélia (Etienne Roda-Gil - Gérard Pompougnac), Columbia (C006-10727)
- 1971 : Bloody Mary (Frank Gérald - Jean-Claude Pelletier), La balalaïka (G. Bonnet - R. Kandula), con Jean-Claude Pelletier y su orquesta, Vogue (45V.4014)
- 1972 : Fais-moi valser Frankenstein (Guy Marchand), J’ai perdu mon âme (Christine Fontane - Alain Chamfort - Michel Pelay), orquesta dirigida por Jean-Claude Vannier, Vogue (45V.4139)

### 33 RPM
- 1969 : Le Petit Cheval Aux Yeux Bleus, Les Parasols y Les Gaufres (Frédéric Botton), Nous Vieillirons Ensemble y Voyage En Norvège (Anne-Marie Trochet), Le Temps De L'Enterrement y Sur Un Air De... (Y. Desurmont, Armand Canfora, Joss Baselli), Les Automates (Y. Desurmont, Jean-Claude Pelletier), Ne Me Touchez Pas (Y. Desurmont, Claude Bolling), La Chanson De La Glu  (Jean Richepin, Yannis Spanos), Et S'Il Revenait (Maurice Maeterlinck, Yannis Spanos), Berlin Ouest (Guy Marchand), orquestas dirigidas por Jean-Claude Pelletier, Alain Goraguer, François Rauber y Jean-Claude Vannier, Columbia (C062.10104)